# Палецкий, Семён Дмитриевич
Князь Семён Дмитриевич Палецкий (? -  26/27 января 1564) — голова и воевода на службе русскому царю Ивану IV Грозному.
Рюрикович в XVIII колене, из рода удельных князей Палецких, старший сын Дмитрия Фёдоровича Щереды. Имел братьев, князей: Василия, Фёдора (погиб в бою вместе с братом в 1564), Андрея и Бориса Дмитриевичей, а также сестёр: княжну Иулианию Дмитриевну, выданной в 1548 году за младшего брата царя Ивана Грозного — князя Юрия Васильевича и княжну № Дмитриевну, жена окольничего Василия Петровича Бороздина (по А.Б. Лобанову-Ростовскому. У П.В. Долгорукова она показана дочерью Фёдора Ивановича Большого Палецкого).

## Биография
В 1552 году участвовал в государевом Казанском походе на Казанское ханство. В этом же году при взятии Казани приступом, взял в плен царя казанского Ядыгар-Мухаммеда.
В 1559 году был первым воеводой в Михайлове, в марте того же года второй голова в государевом Большом полку при князе Иване Дмитриевиче Бельском в связи с крымской угрозою. В 1560 году ходил третьим воеводой Большого полка из Бронниц в Серпухов для защиты от крымских войск и в этом же году вновь второй воевода в Михайлове. В 1562 году воевода Передового полка в походе из Пронска в Мценск против крымцев. Зимой 1562-1563 года находился у Полоцка с двором касимовского хана  Шах-Али, где "ведал" его двор в Большом полку. В феврале, вместе с воеводой Юрием Репниным в качестве первого воевода Передового полка, отражал атаку 40-тысячного отряда, шедшего на выручку осаждённому Полоцку, которые не решились на сражение и отступили. На возвратном пути из похода воевода Передового полка вместе с царём Ибаком. В январе 1564 года убит в сражении под Оршей с трокским воеводой Николаем Радзивиллом Рыжим.
Был женат на дочери князя И. Ф. Судского по прозванию Хромой, о чём имеется запись в поколенной росписи князей Судских поданной в 1682 году в Палату родословных дел. Имя князя Семёна Дмитриевича и его брата Фёдора записаны в синодик Софийского новгородского собора на вечное поминовение.
По родословной росписи показан бездетным.